# Leptotarsus (Tanypremna) manicatus
Leptotarsus (Tanypremna) manicatus is een tweevleugelige uit de familie langpootmuggen (Tipulidae). De soort komt voor in het Neotropisch gebied.